# 国鉄キハ44000形気動車
キハ44000形は、日本国有鉄道（国鉄）が1952年に導入した電気式気動車である。総括制御が可能なディーゼル動車の試作車として、1952年と1953年に15両が製造された。

## 開発の経緯
第二次世界大戦後の国鉄では動力伝達方式に機械式を採用したディーゼル動車の投入が開始され、1950年（昭和25年）には日野ヂーゼル工業製DA55エンジンを搭載したキハ41500形、1951年（昭和26年）には国鉄制式のDMH17エンジンを搭載したキハ42500形・キハ42600形が投入されていた。しかしこれらは単車運転を前提にしていて総括制御ができず、併結時にはすべての車両に運転士の乗務が必要で、先頭運転士からの連絡ブザーによって全員が操作を合わせる必要があり、実用上は2両から3両編成が限度であるため、輸送量の少ない支線にしか導入できなかった。
輸送量の多い線区において2両編成以上のディーゼル動車の総括運転を可能とするため、発電機で得た電力で主電動機を駆動する電気式を採用した試作車として1952年（昭和27年）に登場したのがキハ44000形である。鉄道省・国鉄における電気式気動車は、戦前の1937年（昭和12年）にキハ43000形の試作実績があったが、価格の高さや保守の困難さ、日中戦争による燃料統制などの影響で運用は短期間に終わっていた。
キハ44000形は1952年（昭和27年）にキハ44000 - 44003の4両が千葉の千葉気動車区木更津支区に投入されたのち、翌1953年（昭和28年）にはキハ44004 - 44014の11両が増備されている。派生型として1953年には2扉車のキハ44100・44200形が投入され、九州地区で使用された。液体変速機を介して動力を伝達する液体式気動車も1953年（昭和28年）にキハ44500形が試作され、電気式と液体式の2方式により総括制御が試行された。
キハ44000形が登場した背景には、液体変速機の開発遅れもあった。キハ42500形で行われていた液体変速機試験が成功すれば1952年（昭和27年）には液体式の新車が登場する予定であったが、試験ではクラッチ滑りや油漏れなどのトラブルが頻発していた。国鉄上層部からは1952年（昭和27年）までに総括制御が可能な気動車を作るよう強い指令があり、簡便に設計可能なゲブス式の機構を用いた電気式気動車を設計したという。設計を担当した北畠顕正は、岡田誠一とのインタビューにおいて「電気式気動車を実用化させようとは思っておらず、とにかく総括制御が可能な気動車が完成したことを示すために作ったものである」との旨を語っている。
これら液体変速機のトラブルは1953年（昭和28年）には解消し、同年にキハ44500形が液体式で試作された。気動車の総括制御車は液体式に決定し、量産車のキハ45000形（後の17系）が登場している。

## 構造

### 車体
前面形状は湘南型80系電車に準じた非貫通2枚窓の「湘南顔」となった。初期車は裾部分が前面にまで伸びていたが、キハ44004以降の増備車は前面の裾下がりが無くなったほか、尾灯に昼間用の円板が設置された。車体幅は2,603 mm、連結面間の全長は20,000 mm、車体長は19,500 mmである。
構体は外板・屋根板ともに厚さ1.6 mmの鋼板張りとなった。雨樋は車体全長にわたって設置され、縦樋は運転台側では直径2インチ（約 51 mm）の管が先頭部の隅に埋め込まれ、連結面側は妻面の隅に露出する形で設置された。台枠は中梁、側梁、横梁に溝形鋼150 mmのものが使用されたが、機関吊り部を強化して中梁を小さくし、枕梁やドア周りを補強した軽量構造とされた。床面は木張りの上にリノリウムが貼られた。内張りは初期車が厚さ10 mmの合板を用いた木地塗りであったが、増備車では帯緑灰色塗りつぶしに変更された。
側窓は試作車は80系電車に準じた幅1,000 mm、高さ715 mmの一段上昇窓であったが、キハ44004以降の増備車は幅1,000 mmの下段上昇、上段Hゴム固定の通称「バス窓」となった。試作車はウィンドウ・シル/ヘッダーがあったが、増備車ではヘッダーがなくなりウィンドウ・シルのみとなった。通風器はガーランド式とされた。
側面の客用扉は幅850 mmの片開き扉が3箇所設けられ、3箇所とも引き戸で運転台側に向かって開く構造である。側扉・妻扉は強度向上のためプレス加工のある耐蝕性アルミ合金製とされた。側扉の戸閉め装置は、開け放しても油圧により自然に閉じる構造であった。
塗装は窓周りが黄かっ色2号、幕板と腰部が青3号の旧一般色である。屋根は灰青色、台車と床下機器は黒色である。
座席は軽量化のため背ずりとシート受けを一体としたプレス構造になり、座面はビニール張りであった。暖房装置は排気で温めた空気を座席の下から吹き出す構造とされた。客室天井は白熱灯が2列に配置され、前照灯と尾灯は電球を運転室内から交換可能な構造とされた。貫通幌は客車のように両側の幌同士を連結するのではなく、片側の幌をもう片側の車体に接続する構造が採用された。

### 主要機器

#### 台車
台車はDT18形で、軸間距離は2,300 mmである。動力台車のDT18と付随台車のDT18Aがあり、運転台側に付随台車が、非運転台側に動力台車が装着される。
DT18系は枕ばねがなく軸ばねのみの構造であったが、最高速度90km/hとした場合は十分とされた。600 mmの揺れ枕吊りの下に防振ゴムブロックが設置され、各軸ばねには振動減衰のためオイルダンパが設置された。台車枠はプレス溶接であるが、横梁のみ構造が複雑なため鋳鋼製とされた。後の液体式用DT19系では軸間距離が2,000 mmに短縮されたが、枕ばね代用のゴムブロックは踏襲されている。
車輪は一体圧延車輪が国鉄で初めて採用された。軸受は従来の円錐ころ軸受に代わり、分解組み立てが容易な内輪圧入式の複式円筒ころ軸受が使用された。

#### 機関・電装品
機関は水冷8気筒縦型・渦流室式ディーゼルエンジンのDMH17Aで、出力は150 PS、回転数は1,500 rpmである。フライホイールに代わり発電機用の継手が設けられ、回転数を500 rpmまたは1,500 rpmの一定値に保持可能な調速機が設置されている。主発電機は出力100 kWのDM42で、DMH17Aエンジンに直結された。
主電動機は出力45 kWのMT45で、動力台車に2基搭載する。駆動方式は直角カルダン駆動方式で、国鉄では電車を含めて初のカルダン駆動方式採用となった。直角カルダン方式の採用により、台車の軸間距離が2,300 mmに拡大し、推進軸との兼ね合いで枕ばねの代わりに防振ゴムが使用されている。
運転席の主幹制御器はMC17で、逆転ハンドルにより「前」「切」「後」の3位置、主ハンドルにより「徐行」「切」「全界磁」「弱界磁」の4位置が設定可能である。運転台には電気式速度計が設けられた。
燃料タンク容量は300 Lである。

#### ブレーキ
ブレーキはA動作弁を使用したDA1自動空気ブレーキで、客車用のAV空気ブレーキと同性能を有する。勾配線区への対応のためブレーキ弁の「保ち」動作が可能となった。Dはディーゼル動車を、AはA動作弁を、1は運転関係装置の搭載を示しており、両運転台車はDA1A、中間車はDA2となる。基礎ブレーキは踏面両抱き式で、電車用台車DT16用と同等の部品が使用された。
空気圧縮機はキハ42500形と同じC600が使用されている。

#### 連結器
連結器は従来は単車運転を考慮して強度が低い簡易的なものであったが、総括制御車では常時2両から3両の編成で運転されるため、強度が高く軽量小型な自動連結器が採用された。連結器の強度は約25 tである。
ジャンパ連結器は制御・ブレーキ指令用に15芯のKE53形2本とされた。

## 液体式化改造
電気式は重量が重く、構造も複雑で部品も高額になるというデメリットがあった。急勾配にも弱く、房総東線土気 - 大網間の上り25パーミル勾配では7 - 8km/hしか出ず、多客時は自然停車することもあったという。1953年には電気式に続いて総括運転が可能な液体式によるキハ44500形が試作され、電気式との比較が行われた結果、液体式の方が重量、価格、性能面でも有利との結論が出され、以後は液体式のキハ45000系（後のキハ10系）が量産されることになった。
電気式試作車のキハ44000・41000・42000形の各形式も液体式へ改造されることになり、1956年から1958年にかけて小倉工場、大宮工場で施工された。キハ44000形キハ44000 - 44014は液体式化改造前の1957年4月1日の形式称号改正でキハ09形(初代)キハ09 1 - 15となっており、1957年10月から1958年3月にかけて液体式化と同時に郵便荷物車キハユニ15形へ改造されている。
液体式への改造にあたっては、DMH17Aは液体式のDMH17Bに改造され、主電動機MT45と主発電機DM42が撤去された。液体変速機はTC2またはDF115が搭載され、主幹制御器はMC17からMC19に交換された。台車はDT18のブレーキ等が改造されDT18Bとなった。連結器は小型密着自動連結器に交換された。側扉は自動扉となり、ドアエンジンは半自動対応のTK5が設置された。

## 郵便荷物車化改造
客車列車のディーゼル化やスピードアップで郵便・荷物用気動車が必要となり、キハ10系列からの改造車も登場した。電気式・液体式の試作車は先行して全車が改造されている。

### キハユニ15形

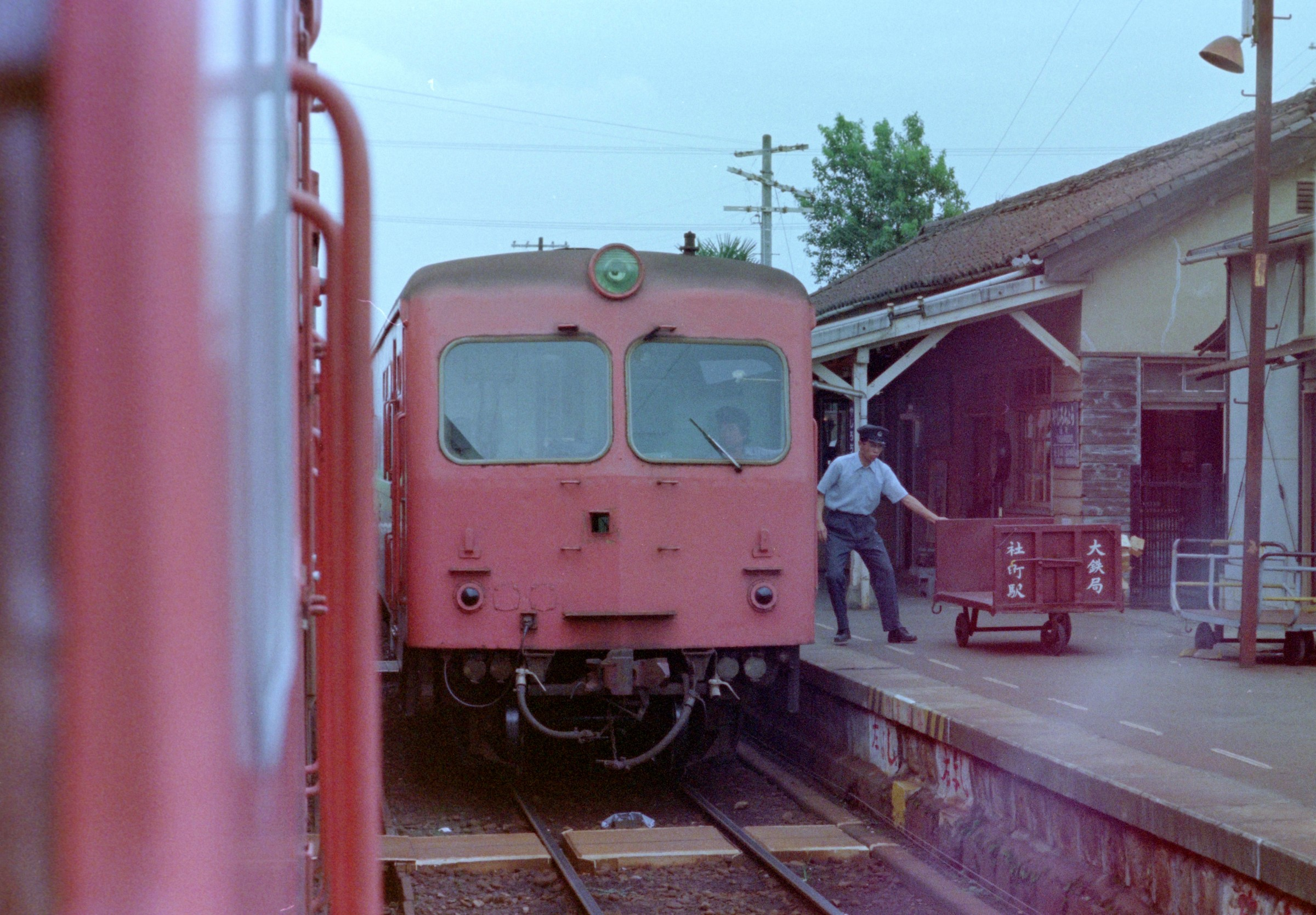
キハユニ15 6（社町駅・1980年）

称号改正後のキハ09形(初代)は、1957年10月から1958年3月にかけて液体式と同時に大宮・小倉工場で郵便・荷物合造車に改造され、キハユニ15形となった。
種車の客用扉を存置したまま運転台側から荷物室、郵便室、客室の構成とされ、郵便室の区分棚の部分は窓が埋められた。窓はキハユニ15 1 - 4が一段上昇窓、キハユニ15 5 - 15が上段Hゴム固定、下段一段上昇のバス窓である。荷物室は荷重5t、郵便室は荷重5t・郵袋数165個である。荷物室と運転室の暖房用として機関予熱器のWH100が設置され、従来の温気暖房は客室専用に変更された。
1959年には液体式試作車であったキハ15形（旧キハ44500形）4両がキハユニ15形に編入されており、番号は追番のキハユニ15 16 - 19が付番された。改造内容はキハユニ15 5 - 15に準じている。ドアエンジンはキハ44500形時代の1956年にTK5が設置された。
キハユニ15 1・4・11・14・16は1960年代後半頃より前面貫通型に改造され、前面形状がキハ17形に準じたものとなった。キハユニ15 3・6など、キハ17系の台車振替で捻出されたDT19・TR49に交換された例も存在した。

## 運用
キハ44000形試作車は1952年8月にキハ44000 - 44003の4両が日本車輌製造東京支店、汽車製造東京支店で製造され、房総地区用として千葉機関区木更津支区に配置された。試作車4両は1952年10月14日より房総西線千葉 - 木更津間の区間列車にて基本2両編成、ラッシュ時4両編成で運用を開始した。
1953年3月には試作車の試験結果を考慮した増備車としてキハ44004 - 44014の11両が日本車輛支店、新潟鐵工所、東急車輛製造で製造され、木更津支区と大原支区に配置されている。この時点でキハ44000 - 44009の10両が木更津、キハ44010 - 44014の5両が大原へ配置されるとともに、房総東線千葉 - 勝浦間でも運用を開始している。
1957年4月の形式称号改正でキハ44000形はキハ09形(初代)となったが、1957年10月から1958年3月にかけて液体式郵便荷物合造車キハユニ15形へ改造されたため、キハ09形は国鉄キハ08系気動車(2代)に形式名を譲ったが、1971年(昭和46年)までの13年余りで形式消滅した。